# پالا (کالیفرنیا)
پالا (به انگلیسی: Pala) یک منطقهٔ مسکونی در ایالات متحده آمریکا است که در شهرستان سن دیگو، کالیفرنیا واقع شده‌است.